# Беспалов, Александр Николаевич
Алекса́ндр Никола́евич Беспа́лов (род. 30 октября 1952, Гусев, Калининградская область, РСФСР, СССР) — российский военачальник, педагог и военный теоретик, кандидат политических наук, генерал-лейтенант запаса.

## Биография
В 1974 году окончил Рязанское высшее воздушно-десантное командное училище имени Ленинского комсомола. После окончания училища проходил службу в Воздушно-десантных войсках в должностях командира парашютно-десантного взвода, парашютно-десантной роты, начальника штаба — заместителя командира парашютно-десантного батальона, командира парашютно-десантного батальона.
В 1986 году окончил Военную академию имени М. В. Фрунзе. Продолжил службу в Воздушно-десантных войсках в должностях начальника штаба — заместителя командира и командира 300-го гвардейского парашютно-десантного Свирского полка (1986—1991), заместителя командира воздушно-десантной дивизии (1991—1993).
- командир 98-й гвардейской воздушно-десантной Свирской дивизии (1993—1996);
- после окончания Военной академии Генерального штаба Вооружённых Сил РФ — заместитель начальника штаба Приволжского военного округа (1998—2001);
- начальник штаба — первый заместитель командующего 2-й гвардейской армией Приволжско-Уральского военного округа (2001—2003);
- старший преподаватель кафедры оперативного искусства Военной академии Генерального штаба Вооружённых Сил РФ (июнь 2003 — август 2005);
- командующий Группой российских войск в Закавказье (февраль-август 2005);
- заместитель командующего войсками Северо-Кавказского военного округа по чрезвычайным ситуациям (август 2005 — октябрь 2006);
- заместитель командующего войсками Северо-Кавказского военного округа (октябрь 2006 — декабрь 2008);
- начальник штаба — первый заместитель командующего войсками Северо-Кавказского военного округа[1].;
- с апреля 2010 года — начальник кафедры военного управления Военной академии Генерального штаба Вооружённых Сил Российской Федерации, возглавляет факультет переподготовки и повышения квалификации (специалистов государственного и военного управления) Военного института (управления национальной обороной), работающего в составе Военной академии[2].

## Награды
- Орден Красной Звезды,
- Орден «Знак Почёта»,
- Орден «За службу Родине в Вооружённых Силах СССР» III степени,
- Орден Мужества,
- Медали СССР,
- Медали РФ.

## Личная жизнь
Вдовец, трое детей.